# Nebo franckei
Espèce
Nebo franckei est une espèce de scorpions de la famille des Diplocentridae.

## Distribution
Cette espèce est endémique du Dhofar en Oman. Elle se rencontre vers Khadrafi.

## Étymologie
Cette espèce est nommée en l'honneur d'Oscar F. Francke.

## Publication originale
- Vachon, 1980 : Scorpions du Dhofar. The scientific results of the Oman flora and fauna survey 1977 (Dhofar). Journal of Oman Studies Special Report, no 2, p. 251-263.